# La noche más larga del diablo
La noche más larga del diablo, conocida también como La terrorífica noche del demonio (en francés: La plus longue nuit du diable, en italiano: La terrificante notte del demonio) es una película de terror ítalo-belga de 1971.

## Argumento
Una tétrica mansión se convierte en una trampa sangrienta para siete turistas, que van cayendo víctimas de un súcubo con el aspecto de una mujer joven.

## Reparto
- Daniel Emilfork: diablo
- Erika Blanc: Lisa Müller
- Jean Servais: Barón von Rhoneberg
- Jacques Monseu
- Ivana Novak: Corinne
- Lorenzo Terzon
- Colette Emmanuelle: Nancy
- Christian Maillet: Ducha
- Lucien Raimbourg
- Shirley Corrigan: Regine